# Heroes of Might and Magic (серія відеоігор)
Heroes of Might and Magic (укр. Герої Меча і Магії) — серія відеоігор, початково створена й розроблена Джоном Ван Кенеґемом спільно з New World Computing. Як частина серії Might and Magic, змінила власника, коли NWC були придбані компанією 3DO і знову, коли 3DO закрились і продали авторські права на серію компанії Ubisoft. Ігри характеризуються жанром покрокової стратегії на тему фентезі, в яких гравці керують арміями вигаданих істот. Серія розпочалась у 1995 з появою першої гри і продовжує своє існування. Сьома частина, Might & Magic: Heroes VII, була випущена у вересні 2015.

## Ігри серії

Битва в Heroes of Might and Magic V

До цієї серії входять такі ігри:

### Основна серія
- Heroes of Might and Magic: A Strategic Quest (1995)
- Heroes of Might and Magic II: The Succession Wars (1996)
  - The Price of Loyalty (1997)
- Heroes of Might and Magic III: The Restoration of Erathia (1999)
  - Armageddon's Blade (1999)
  - The Shadow of Death (2000)
  - Heroes of Might & Magic III — HD Edition (2015)
- Heroes of Might and Magic IV (2002)
  - The Gathering Storm (2002)
  - Winds of War (2003)
- Heroes of Might and Magic V (2006)
  - Hammers of Fate (2006)
  - Tribes of the East (2007)
- Might & Magic: Heroes VI (2011)
  - Might & Magic Heroes VI: Pirates of the Savage Sea (2012)
  - Might & Magic Heroes VI: Dance Macabre (2012)
  - Might & Magic Heroes VI: Shades of Darkness (2013)
- Might & Magic Heroes VII (2015)
  - Might & Magic Heroes VII: Trial by fire (2016)[2]
- Heroes of Might and Magic: Olden Era[en] (2025)[3][4]

### Відгалуження
- Heroes of Might and Magic для Game Boy Color (2000)
- Heroes of Might and Magic II для Game Boy Color (2000)
- Heroes Chronicles[5] (2000)
- Heroes of Might and Magic: Quest for the Dragon Bone Staff[ru] (PlayStation 2, 2001)
- Heroes of Might and Magic Online (2008)
- Might and Magic: Heroes Kingdoms (2009)
- Might & Magic: Clash of Heroes (Nintendo DS, 2009), (Xbox Live Arcade, 2011), (PlayStation Network, 2011), (PC, 2011)
  - Завантажуване доповнення (DLC) «I am the Boss» (2011)
- Might and Magic: Raiders (скасована, вихід очікувався в 2012)
- Might & Magic Showdown (2017)
- Might & Magic: Elemental Guardians (2018)

## Ігровий процес

### Основи

Heroes of Might and Magic: A Strategic Quest

Серія Heroes of Might and Magic є класичним представником покрокових стратегій. Велика кількість дій виконується на так званій карті пригод, яка зображає територію з різними об'єктами, містами, джерелами ресурсів і противниками. Гравець почергово, за ходами, б'ється з допомогою героїв-полководців з іншими героями, розбудовуючи міста, збираючи армії та досліджуючи навколишню місцевість. Виграючи битви, або жертвуючи знайдені скарби, герої отримують досвід, і набравши певну його кількість, переходять на наступний рівень розвитку, що збільшує їхні параметри та інколи параметри армії. У війську можуть бути різні істоти, більшість з яких вигадані (грифони, гноми, дракони і т.д). Крім ворожих армій зустрічаються і нейтральні істоти, які населяють місцевість чи охороняють якісь об'єкти. Істоти наймаються до армії в містах, також вони можуть бути найняті або приєднані на карті пригод.
Нові істоти стають доступні в містах у міру будівництва їхніх «жител», що через визначений проміжок часу (зазвичай ігровий тиждень) дозволяють найняти якусь їх кількість. При наявності потрібної будівлі істоти можуть бути вдосконалені за додаткову платню. Чим сильніші істоти, тим дорожче вони коштують і тим менший їх приріст.

Heroes of Might and Magic ІІ

Кожен герой має запас ходу — відстань, яку може пройти за день. Крім того, запас ходу зменшується при відвідуванні деяких об'єктів. На карті зустрічаються різні типи місцевості, що впливають на швидкість переміщення героїв і, починаючи з HoMM III, характеристики істот. Є й непрохідні місцевості, такі як високі гори, густі ліси чи вода. Для переміщення по воді потрібні кораблі, які можна побудувати у верфях біля води.
Власником міст і споруд вважається той гравець, який зайшов у них і встановив там свій прапор. Якщо місто має охорону, її спочатку потрібно буде перемогти. Міста мають стіни і ворота, які ускладнюють їх захоплення, та оборонні вежі з ровами.

### Герої та війська
Герої водять з собою армії, якими захоплюють нові території. Зазвичай на початку гри гравець має одного героя, інші наймаються в містах в Тавернах. Герої володіють низкою параметрів, що впливають на їхню боєздатність, швидкість пересування, взаємодію з істотами. Їм доступні артефакти — спеціальні, часто магічні, предмети, які змінюють якісь параметри. Отримуючи досвід, герої з кожним рівнем отримують вибір яку з нових здібностей вивчити. Всі здібності неможливо вивчити, оскільки серед них є взаємовиключні. В ранніх іграх серії гілки розвитку не надавалися до огляду гравцеві. З M&MH VI (не рахуючи фанатських модифікацій для попередніх ігор) гравцям надається огляд всіх можливих здійбностей у вигляді таблиці чи «колеса умінь».

У героїв часто є спеціалізація, яка отримується в ході розвитку або визначається заздалегідь: Сила або Магія (звідки і назва серії). Герої Сили ефективніше управляють арміями, мають доступ до розвинутих тактик, самі завдають більше ушкоджень. Герої Магії опановують чаклунство, що дає змогу їм ефективно воювати навіть з малою армією.

Герой на карті пригод в Might and Magic Heroes VI

На полі бою самі герої в більшості ігор не виступають як бойові одиниці, перебуваючи поза ним, але можуть творити магію і атакувати з-за поля. За полем бою так само стоять бойові одиниці (війська, машини) підтримки, наприклад, балісти або намети першої допомоги, які щоходу певним чином допомагають в бою. Їх можна купити, а при облозі замків автоматично видається катапульта. Одиниці підтримки, як і звичайні війська, володіють запасом здоров'я (міцності) й можуть бути знищені.
Істот одного виду можна об'єднувати в загони, кількість яких, залежно від конкретної гри, коливається від 5 до 7. Кожна істота має ряд характеристик, що визначають її боєздатність. Основні — це здоров'я, сила, та атака/захист, які модифікують кількість ушкоджень, які істота може завдати та витримати. Швидкість визначає черговість ходів і максимальну дальність пересування істоти по полю битви за хід. Ініціатива додатково впливає на черговість і визначає частоту ходів. Бойовий дух і удача впливають на шанс повторення дії впродовж одного ходу, будь то пересування або атака. Бойовий дух та удача можуть мати від'ємні значення, тоді істота пропускає хід або завдає половину від звичайних ушкоджень.
Частина істот володіють спеціальними здібностями. Це можуть бути несприйнятливість до магії, невразливість до звичайної зброї, можливість самим творити магію. Зовнішній вигляд, характеристики і здібності деяких істот частково засновані на міфології. Наприклад, кам'яні та металеві големи посилаються на однойменного персонажа єврейської міфології.

### Ресурси
В іграх серії (крім HoMM VI та деяких спін-оффів), є 7 видів ресурсів, які необхідні передусім для розвитку міст і найму військ:
- Золото — основний ресурс, необхідний для найму героїв і істот, будівництва міських будівель. Золото надходить від міст, золотих шахт. Також його можна знайти на карті, або отримати, продавши якийсь артефакт.
- Дерево і Руда — основні будівельні матеріали.
- Кристали, Самоцвіти, Ртуть і Сірка — рідкісні ресурси, необхідні для будівництва гільдії магів, в якій вивчаються нові закляття, і жител найбільш сильних істот.

В Might & Magic Heroes VII ресурсів класично 7, але їх набір інший: золото, дерево, руда, кристали, зоряне срібло, тіньова сталь, драконова сталь.

### Магія
Герої та деякі істоти можуть творити магію. Вся магія поділяється на застосовувану на глобальній карті і в режимі тактичних боїв. Основи системи магії, використовуваної Heroes of Might and Magic, з'явилася в HoMM II. У ній для застосування заклять витрачаються очки магічного ресурсу мани, число яких залежить від параметра Знання героя. Всі заклинання розбиті на кілька рівнів, відповідно до сили та затрат мани. В HoMM I існувала система «зарядів» кожного заклинання, які після витрати потрібно було поновлювати в магічних гільдіях.
Починаючи з HoMM III, в грі з'явився принцип поділу заклять за магічними школами та стихіями. Наприклад, магія вогню завдає більшої шкоди водним істотам. В M&MH VI існують спеціалізації героїв, які визначають набір доступних заклять.

### Битви

Битва в Heroes of Might and Magic III

Бої у HoMM відбуваються в покроковому режимі на полі, розміченому сіткою, по якій переміщуються війська. В ранніх іграх серії розмітка була шестикутною, з HoMM V стала квадратною. На бій виходять від одного до семи загонів в кожній армії та розташовуються по різні боки. Бій розділений на раунди. У кожному раунді кожен загін здійснює одну дію (якщо не має модифікаторів удачі, бойового духу). Черговість ходів залежить від Ініціативи військ.
Вигляд поля бою залежить від місцевості на карті пригод, де герой стикнувся з ворогами. Бій може ускладнюватися перешкодами, як-от камені чи колоди. В M&MH VI на полях з'явилися інтерактивні об'єкти, які можуть як дати бонуси, так і нашкодити. До прикладу, капкан затримує істот, які наступлять на нього, а Статуя Діви збільшує удачу.
При захопленні міст протиборчі сторони розділені мурами і ровами. Щоб знищити захисників, нападники користуються облоговими машинами, щоб пробити стіни або мати війська, здатні літати. Захисники можуть виходити за мури або займати оборону, використовуючи штатних стрільців на баштах.

### Фракції
Всі істоти, міста і герої в іграх серії об'єднані в кілька фракцій (рас) з різним світоглядом, назви та склад яких різняться від гри до гри. Кожній расі відповідає один тип міста, один або два класи героїв і 6-8 типів істот, поділених за силою на порядкові рівні (перший, другий і т. д.) або за роллю (базовий, елітний, чемпіонський). Крім того, є недоступні для гри нейтральні істоти, для яких немає відповідного міста і героїв. Також є істоти, які належать до якоїсь раси, але не наймаються в містах.
Армія, складена з істот однієї раси, отримує бонус до бойового духу, з істот різних рас — відсутність бонусу або штраф до нього. В HoMM V істоти отримують бонус або штраф до бойового духу в залежності від раси героя, за якого вони воюють.
Різні раси мають різні здібності. Наприклад Нежить не має бойового духу, і отримує ушкодження від заклинань лікування, Варвари та Гноми мають власну систему магії. Кожній расі відповідає якийсь тип ландшафту, наприклад, Інферно відповідають випалені рівнини з потоками лави. На «чужих» ландшафтах війська можуть отримувати штрафи до своїх характеристик.

## Історія
Серії Heroes of Might and Magic передувала серія Might and Magic, започаткована рольовою грою Might and Magic Book One: The Secret of the Inner Sanctum (1986). Її самотужки розробив Джон Ван Канеґем для комп'ютерів Apple II. В процесі розробки він заснував компанію New World Computing, яка початково складалася з самого Джона і його дружини. Гра продавалася особисто її творцем, але швидко здобула популярність. Через два роки, у 1988, Джон випустив Might and Magic II: Gates to Another World. Так утворилася серія Might and Magic, події якої розгорталися в фентезійних світах, при цьому поєднуючись з науково-фантастичними елеменатми, як іншопланетяни Криганці та планети, створені расою Древніх, що й були світами гри.
У 1990 році вийшла покрокова гра King's Bounty, де герой подорожував по глобальній карті, захоплював міста, збирав армії та бився з противниками і збирав скарби. Після закінчення роботи над Might and Magic V: Darkside of Xeen (1993) Канеґем вирішив створити відгалуження серії, яке поєднувало б серію Might and Magic з King's Bounty. В 1994 році New World Computing за участі Джона Ван Канеґема видала покрокову гру Hammer of the Gods, розроблену Holistic Design.
Наступною грою стала Heroes of Might & Magic — A Strategic Quest, випущена в 1995 році, події якої розгорталися в одному зі світів Might and Magic — Енроті. Гра мала спільних персонажів з рольвими іграми, однак всі науково-фантастичні елементи зникли з неї. В 1996 студія New World Computing була придбана фірмою The 3DO Company, того ж року вийшла Heroes of Might and Magic II, яка розвинула ідеї попередньої гри і мала вдосконалені ігровий процес і графіку. У 1997 році до другої гри вийшло доповнення — Price of Loyalty. У 1999 році з'явилася Heroes of Might and Magic III, у вересні того ж року до неї вийшло доповнення Armageddon's Blade, а в березні 2000 — Shadow of Death. В Armageddon's Blade планувалося поєнати сюжети Heroes of Might and Magic з Might and Magic і ввести фракцію кіборгів, однак ідея отримала різке несхвалення фанатів, тож розробники від неї відмовилися. 3DO, натхненна успіхом третьої частини, також видала серію додаткових кампаній Heroes Chronicles. Проте відсутність змін в ігровому процесі та продаж кожної кампанії як окремої гри підірвали довіру до компанії.
Might and Magic VIII: Day of the Destroyer, що вийшла в 2000 році, не здобула визнання, а наступна в серії стратегій Heroes of Might and Magic IV (2002) була в більшості негативно сприйнята гравцями, попри численні нововведення. Серед недоліків виділялися спірні зміни в ігровій механіці і посередння графіка та баґи. Дія гри перенеслася до світу Аксеот після знищення Енроту. Однак гра отримала два продовження: The Gathering Storm і Winds of War. Перебуваючи в скрутному фінансовому становищі, у травні 2003 року компанія 3DO збанкрутувала, а її активи були розпродані з аукціону. Сам Канеґем згодом повідомив, що мав мінімальний стосунок до створення гри і волів би взагалі не розробляти її. Права на франшизу Might and Magic і серію Heroes of Might and Magic викупила компанія Ubisoft. Хоч Джону Ван Канеґему було запропоновано працювати над серією і надалі, він відмовився.
Тендер на розробку Heroes of Might and Magic V, проведений Ubisoft, виграла російська компанія Nival Interactive. Ця частина вийшла в 2006 році та відрізналася повним переходом на тривимірну графіку й розривом із серією Might and Magic. Світ гри, Ашан, не був ніяк пов'язаний зі світами попередніх ігор і мав власну міфологію. П'ята частина отримала схвалення гравців і критиків, хоча нова графіка не була всіма сприйнята однозначно. У 2007 році вийшло перше доповнення Hammers of Fate, а в 2008 -Tribes of the East. З Heroes of Might and Magic V була пов'язана рольова гра Dark Messiah of Might and Magic (2006), яка фактично завершувала події Heroes of Might and Magic V, а Hammers of Fate з Tribes of the East відбувалися між оригінальною грою і Dark Messiah.
У квітні 2010 року Ubisoft анонсувала наступну гру серії — Might & Magic Heroes VI. Над грою працювала французька студія Black Hole Entertainment, відома за іграми Warhammer: Mark of Chaos і Armies of Exigo.Сама серія була перейменована з винесенням Might & Magic перед Heroes. Ігровий процес спростився, про те було введено інтерактивні об'єкти на полях бою, чітко розділено спеціалізації героїв, а графіка змінилася на більш реалістичну. Гра вийшла в 2011 році й заробила змішані відгуки, але отримала три продовження: Pirates of the Savage Sea, Dance Macabre і Shades of Darkness. Ubisoft вирішили відродити серію Might and Magic, випустивши в 2014 році рольову гру Might & Magic X: Legacy. Проте вона не була схвалена гравцями.
Сьома частина Might & Magic Heroes, Might & Magic Heroes VII, вийшла в 2015 році. Її створенням займалася компанія Limbic Entertainment. Гра повернулася до ігрового процесу за зразком третьої частини та позбулася багатьох нововведень шостої. Після випуску вона отримала змішані відгуки, в яких з негативних якостей вказувалися численні баґи і посереднє оформлення.
У серпні 2024 року компанія Ubisoft анонсувала випуск нової частини, що отримала назву Heroes of Might and Magic: Olden Era. Випуск гри заплановано на першу половину 2025 року.